# Galium kondratjukii
Galium kondratjukii là một loài thực vật có hoa trong họ Thiến thảo. Loài này được Ostapko mô tả khoa học đầu tiên năm 1993.